# Os Britos
Os Britos é um grupo vocal-instrumental brasileiro, carioca, criado para homenagear o conjunto de rock britânico The Beatles. O conjunto é formado por Guto Goffi e Rodrigo Santos, respectivamente, baterista e baixista, do grupo Barão Vermelho, George Israel, guitarrista e vocalista do grupo Kid Abelha e Nani Dias também guitarrista.

## Histórico
Em 1994 quando foi lançado o filme Os cinco rapazes de Liverpool (Backbeat no original), falando da vida dos Beatles antes da fama, os atuais integrantes resolveram se unir e tocar músicas do grupo inglês, paralelo com trabalho nos seus grupos de origem. Inicialmente se apresentavam sem compromisso em bares.
Dez anos depois, após realizarem uma viagem a Londres e Liverpool, gravaram o primeiro CD e DVD.